# Cerna (Croazia)
Cerna è un comune della Croazia di 4 990 abitanti della Regione di Vukovar e della Sirmia.